# Großrosseln
Großrosseln és un municipi de la comunitat regional de Saarbrücken a l'estat federat alemany de Saarland. Està situada a 12 km a l'est de Saarbrücken.
És veí del municipi de Petite-Rosselle a França, només separat pel Rosselle que fa de frontera.

## Nuclis
- Dorf im Warndt
- Emmersweiler
- Großrosseln
- Karlsbrunn
- Naßweiler
- Sankt Nikolaus